# Den store Operation
Den store Operation er en dansk stum melodramafilm fra 1913 produceret af Nordisk Films Kompagni og instrueret af Robert Dinesen efter manuskript af Verner Nielsen og Laurids Skands.
Filmen har et for datidens dansk film forholdsvist sjældent tema, der drives af social indignation og kritik af "spekulation". Filmens hovedrolle som den socialt bevidst læge Dr. MacLaren spilles af Olaf Fønss, der siden blev aktiv socialdemokrat.
Filmen havde dansk premiere den 5. maj 1913 i Panoptikon Teatret, og blev i tysktalende lande distribueret som Spekulanten, i engelsktalende lande som The Impostor og i fransktalende lande som Le spéculateur en grain.

## Handling
Fyrst Eisenfeld lever over evne, og eter råd fra sin privatsekretær, Carl Lindén, beslutter han sig for at søge giftemål med en rig dollarprinsesse. Et ægteskabsbureau arrangerer grundlaget for en alliance mellem fyrsten og datteren af den berømte og berygtede amerikanske kornspekulant Qvale. Fyrsten og privatsekretæren rejser til Amerika for at fri til dollarprinsessen Addy. De indlogeres på et hotel, hvor fyrsten går ind i en elevator, hvis kabel springer, og fyrsten omkommer. Hotellet tror, at det er privatsekretær Lindén, der er død, og Lindén får den idé at tage fyrstens identitet. Lindén tager til møde med kornspekulanten Qvale, der undskylder, at Addy ikke kan møde ham, da hun er indlagt med en svulst i halsen. Alene doktor MacLaren kan helbrede Addy. 
Qvale besøger Dr MacLaren, der imidlertid ikke lader sig imponere over Qvales rigdom, tværtimod. Doktoren anser Qvales spekulantvirksomhed, der driver brødpriserne op til skade for de fattige, for forbryderisk, og han forlanger, at Qvale ophører med sine vanvittige spekulationer. Efter nogen nølen accepterer Qvale Dr. MacLarens krav. Addy opereres, og operationen går godt og der udvikler sig et varmt forhold mellem Addy og Dr. MacLaren. Da Dr. MacLaren erfarer, at Addy skal giftes med en falleret fyrste, har han en modvilje mod arrangementet. Han læser om elevatorulykken i avisen, og får mistanke om sagens rette sammenhæng. Gennem et detektivbureau får han beviserne for privatsekretærens svindelnummer. 
I mellemtiden er det lykkedes privatsekretæren at overtale Qvale til at bryde sit løfte og at genoptage sine spekulationsforretninger. De to besøger et af Qvales kornmagasiner, hvor de to med grådige og griske blikke går gennem magasinet. Ved kornelevatoren vælter kornet ud, og Qvale lader det med velbehag løbe mellem sine fingre mens han tnker på, hvorledes det vil forøge hans formue. Dr. MacLaren ankommer med Addy til de to samvittighedsløse og bebrejder Qvale det brudte løfte. De to spekulanter overrumples og træder et skridt tilbage ... lige ind i kornelevatoren, hvor de begraves i kornmasserne, hvor de kvæles i de fattiges hævn.

## Medvirkende
- Olaf Fønss - Maclaren, læge
- Carl Lauritzen - Qvale, kornspekulant
- Agnete Blom - Addy, Qvales datter
- Albrecht Schmidt - Fyrst Eisenfeld
- Robert Schmidt - Fyrstens sekretær
- Axel Boesen
- Franz Skondrup